# Ana de Valaquia
Ana de Valaquia o Ana Basarab (en búlgaro: Анна Басараб) fue una princesa valaca y la zarina consorte de Bulgaria en Vidin, segunda esposa del emperador Iván Sracimir.
Fue la hija de Nicolás Alejandro de Valaquia y su esposa católica, Clara. Tenía una hermana menor, Anka, casada con el rey serbio Esteban Uroš V. La hermana de su padre era Teodora, la primera esposa del zar Iván Alejandro de Bulgaria y madre de Iván Sracimir. Se casó con Iván Sracimir entre 1356 y 1357. El matrimonio fue una reacción al divorcio de Iván Alejandro con Teodora y pretendía debilitar la posición de la nueva emperatriz, Sarah Teodora. No se sabe si Teodora tuvo algún papel para el arreglo de la boda entre su hijo y su sobrina o si fue por su iniciativa.
El matrimonio tuvo tres hijos - un hijo y dos hijas:
- Constantino II, que demandó el título de su padre de emperador de Bulgaria después de la caída de Vidin
- Dorotea de Bulgaria, que se convirtió en reina consorte de Bosnia
- Una hija desconocida

Entre 1365 y 1369, Vidin fue ocupada por el Reino de Hungría y de la familia gobernante estaba cautivo en Humnik, Croacia, donde fueron obligados a convertirse al catolicismo. Posteriormente fueron liberados, pero las hijas de Ana permanecieron en Hungría. Una de ellas murió joven pero Dorotea se casó con el ban (y después rey) de Bosnia Tvrtko I.
Ana también es conocida por ordenar el Salterio de Vidin de 1359 a 1360. La emperatriz nació católica y no se sabe si se convirtió en una ortodoxa en Bulgaria, pero el libro que ordenó sólo contiene hagiografías de santos ortodoxos, lo cual es un indicio de que probablemente se convirtió a la Ortodoxia.